# NGC 5982
NGC 5982 ist eine Elliptische Galaxie mit aktivem Galaxienkern vom Hubble-Typ E3 im Drache am Nordsternhimmel. Sie ist schätzungsweise 142 Millionen Lichtjahre von der Milchstraße entfernt und hat einen Durchmesser von etwa 110.000 Lichtjahren. 
Gemeinsam mit NGC 5981 und NGC 5985 bildet sie das Galaxientrio Holm 719 oder KTG 64 und ist das hellste Mitglied der NGC 5982-Gruppe zu der weiterhin noch NGC 5976, NGC 5987 und NGC 5989 gehören.
Das Objekt wurde am 19. März 1788 von William Herschel entdeckt.